# Схолія
Схо́лія (або мн. схо́лії; від грец. σχόλιον — первинно «шкільний коментар» від грец. σχολή «досуг, школа») — пояснення чи примітки до тексту на полях в античних та середньовічних рукописних книгах.
Схолії являють собою найдавнішу форму античного коментаря до літературних творів. У них автори давали визначення складним незрозумілим словам, нерідко перефразовували цілі словосполучення, та вказували на роз'яснення предметів. Зазвичай схолії були присвячені граматичним, міфологічним, географічним, текстологічним питанням тощо. Схолії — важливе джерело найрізноманітнішої інформації про античність, в тому числі цитат з незбережених творів, які були занадто великими для копіювання, але здавалися корисним матеріалом для виписок. Схолії відрізняються від коментарів тим, що коментарі можуть бути окремими творами, які надають пояснення іншого твору чи творів. До сьогодні збереглися схолії до багатьох грецьких авторів, зокрема Гомера, Гесіода, Піндара, Есхіла, Софокла, Евріпіда, Арістофана, Аполінарія Родоського, Теокріта, та до творів римських авторів: Цицерона, Вергілія, Горація, Персія, Лукана, Стація. Часто пізні рукописи супроводжують схолії візантійських учених.
Зазвичай схолії не перекладають на сучасні мови, тому вони практично невідомі широкому читачеві.